# Fatu Hiva
Fatu Hiva, også kaldet Fatu Iva eller Fatuhiva (tidl. Isla Magdalena på spansk) er den sydligste af Marquesasøerne, der hører til Fransk Polynesien. Med Motu Nao som den nærmeste ø, er den også den mest isolerede af hele øgruppen.

## Geografi
Østkysten af Fatu Hiva er præget af dybe dale. Disse dale går helt ned til havet, således at man skal bestige bjerget eller sejle for at komme fra den ene dal til den anden. Den største af dalene hedder Uia.
Vestkysten har to vigtige bugte. Hana Vave (også kendt som Jomfrubugten eller Baie des Vierges) i nord, og den godt beskyttede havn i Omo'a i syd. Der er også flere små dale mellem disse to.
I centrum af øen er der et plateau som stort set er tilgroet af højt græs og pandanustræer. Syd på plateauet er der en bjergryg, Tauauoho, der når 945 m på det højeste sted. Dette er det højeste punkt på Fatu Hiva. Nordvest fra plateauet går bjergryggen Fa‘e One, med sit højeste punkt på 820 m.

## Demografi
I 2002 var der omkring 600 mennesker bosat på Fatu Hiva.
Øboerne bor hovedsageligt i disse tre landsbyer:
- Hana Vave
- Omo‘a
- Uia

## Historie
Den første gang en europæer er registreret på øen er på Álvaro de Mendañas spanske ekspedition d. 21. juli 1595. Her blev øen kortlagt som Magdalena.

## I populærkultur
I 1942 udkom bogen På jagt efter paradiset: et år på en sydhavsø, der er skrevet af eventyreren Thor Heyerdahl. Bogen skildrer hans ophold med sin kone Liv på øen i 1937-1938.
10°30′S 138°36′V / 10.5°S 138.6°V